# Muhammad Bayyumi
Muhammad Bayyumi (arabisch محمد بيومي, DMG Muḥammad Bayyūmī; geboren am 3. Januar 1894 in Tanta; gestorben am 15. Juli 1963 in Alexandria) war ein ägyptischer Filmregisseur, Produzent, Kameramann und Schauspieler. Er war von 1923 bis 1937 in verschiedenen Funktionen an der Produktion ägyptischer Dokumentarfilme und Filmdramen beteiligt.

## Werdegang
Muhammad Bayyumi wurde 1894 als Sohn einer Familie von wohlhabenden Baumwollhändlern in der Stadt Tanta am Nildelta geboren. Als Kind beschäftigte er sich mit Zeichnen und Fotografieren, arbeitete während der Schulferien in Uhrengeschäften und fertigte im Bekanntenkreis gegen Bezahlung Fotos. Im Oktober 1911 begann er ein Studium, trat aber im Oktober 1912 eine Offizierslaufbahn in der ägyptischen Armee an. Während des Ersten Weltkriegs diente er als Offizier im Sudan und in Palästina. Im April 1918 wurde er wegen Ungehorsams gegenüber britischen Offizieren in die Reserve versetzt. Während der folgenden Jahre arbeitete er als Schneider und Möbelschreiner.
Bereits 1911, mit 17 Jahren, war Bayyumi einer nationalistischen Jugendorganisation beigetreten. Während der Revolution von 1919 verfasste und publizierte er die Zeitschrift The Scissors, um Mittel zur Unterstützung von Untergrundorganisationen zu beschaffen.
Nach der Revolution gründete Bayyumi im Juli 1919 in Alexandria mit seinem Freund Bishara Wakim die Theatergruppe Valley of the Nile (Wadî el Nîl). Zu der Gruppe gehörten neben Mary Mounib einige Schauspieler, die hier ihre Karriere als Amateure begannen. Dann brach Bayyumi für seine Umgebung überraschend zum ersten Mal nach Europa auf, um durch Italien und Österreich zu reisen. Er lernte Charlotte Joseph Kralowetz kennen, die er 1920 heiratete und mit nach Ägypten nahm.
Nach einiger Zeit reiste Bayyumi erneut nach Europa und besuchte Berlin mit dem Ziel, das Filmwesen zu studieren. Der Filmregisseur Carl Wilhelm verschaffte ihm zunächst eine Stelle in der Filmentwicklung der UFA. Später spielte Bayyumi einige kleinere Rollen in Produktionen der Gloria-Film. Obwohl diese Tätigkeit lukrativ war, gab er sie auf, um Assistent bei dem Kameramann Bäringer zu werden. Dieser brachte Bayyumi die Grundlagen des Filmwesens bei und half ihm beim Kauf der Filmausrüstung, mit der er 1923 nach Ägypten zurückkehrte.
Zunächst war Bayyumi nach seiner Rückkehr in Kairo als Kameramann des italienischen Regisseurs Victor Rosito an der Produktion des Langfilms In the Country of Tutankhamun (Fi Bilad Tut ‘Ankh Amun) beteiligt. Danach wurde er der produktivste ägyptische Filmpionier. Er eröffnete noch im selben Jahr sein Filmstudio Amonfilm und drehte mehrere kurze Dokumentarfilme für sein Projekt einer ägyptischen Wochenschau. Seine erste filmische Dokumentation eines bedeutenden Ereignisses war am 18. September 1923 ein drei Minuten langer Film der triumphalen Heimkehr von Saad Zaghlul aus dem erzwungenen Exil auf den Seychellen.

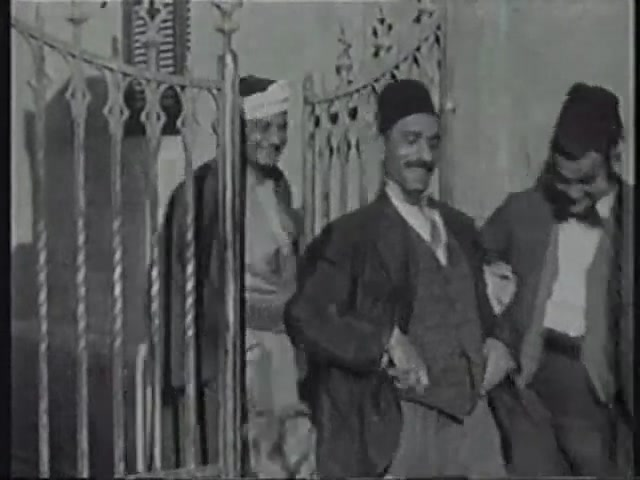
Barsum sucht eine Arbeit: Sheikh Metwalli (der Christ Bishara Wakim), Barsum (der Muslim Abdel Hamid Zaki) und der Bankier (Victor Cohen)

Kurz darauf produzierte Bayyumi mit den Schauspielern Bishara Wakim, Abdel Hamid Zaki und Victor Cohen die 15 Minuten lange Komödie Barsum sucht eine Arbeit. Der Film ist ein bedeutendes Zeitzeugnis, weil er die zur Zeit der Revolution von 1919 verbreitete Haltung widerspiegelt, dass der ägyptische Nationalismus die Menschen über die Grenzen der Religionsgemeinschaften hinweg verbindet. Bayyumi, der diese Auffassung teilte, besetzte die muslimische Hauptrolle mit dem Kopten Bishara Wakim, während der Muslim Abdel Hamid Zaki einen Kopten spielte. Im Dezember 1923 wurde Barsum sucht eine Arbeit erstmals aufgeführt. Im selben Monat starb Bayyumis Sohn im Alter von zwei Jahren an der Diphtherie. Bayoum reagierte auf den Schicksalsschlag, indem er sich in seine Arbeit vertiefte.
Im Januar 1924 drehte er The Chief Secretary (al-Bash Katib), eine Adaption des gleichnamigen populären Schauspiels mit Amin Atallah als Hauptdarsteller und seiner Theatertruppe in den übrigen Rollen. Der Film entstand teilweise konventionell im Studio und wurde teilweise bei einer Bühnenaufführung mitgefilmt. Dieses Schauspiel war an Charleys Tante (Charley’s Aunt), angelehnt, eine Travestiekomödie von Brandon Thomas aus dem Jahr 1892. Im weiteren Verlauf des Jahres verlegte Bayyumi sein Studio vorübergehend nach Tanta und dann nach Kairo, dabei drehte er noch einige Dokumentarfilme.
1925 engagierte der ägyptische Geschäftsmann Talʿat Harb, der bereits 1920 die Banque Misr gegründet hatte, Bayyumi für die Produktion eines Films, der die Arbeiten zum Bau der monumentalen Zentrale der Banque Misr in Kairo dokumentieren sollte. Später und auf Anraten Bayyumis gründete Talʿat Harb mit 15.000 ägyptischen Pfund aus den Mitteln seiner Bank die Misr Company for Acting and Cinema (Sharikat Misr li-l-sinima wa al-tamthil). Das Unternehmen sollte Werbe- und Informationsfilme produzieren. Es engagierte Bayyumi als Regisseur und kaufte seine gesamte Ausrüstung. Bayyumi, Harb und weitere Mitarbeiter begaben sich auf eine Europareise, um das Unternehmen mit der neuesten Technik auszustatten. Während der Reise entschloss Bayyumi sich zu einem längeren Aufenthalt in Wien, um sich dort fortzubilden.
Nach der Rückkehr nach Ägypten drehte Bayyumi nur einige kurze Dokumentationen. 1929 kam es zum Streit mit Talʿat Harb, dabei soll eine nicht eingehaltene Zusage über eine prozentuale Gewinnbeteiligung für Bayyumi eine Rolle gespielt haben. Bayyumi verließ die Misr Company for Acting and Cinema um wieder als unabhängiger Filmemacher zu arbeiten. Aus der Misr Company for Acting and Cinema gingen 1935 die von Talʿat Harb geleiteten Misr Studios hervor.
Nach der Trennung von Talʿat Harb ging Bayyumi nach Alexandria und betrieb zunächst ein Ladengeschäft, das sich auf Fotografie und die Instandsetzung von Kameras spezialisierte. 1932 gründete er das Egyptian Film Institute als ersten Versuch, in Ägypten eine Ausbildungsstätte für Filmschaffende einzurichten. Er bot kostenlose Kurse in Zinkografie, Fotografie und Filmproduktion an. Das erste und einzige in diesem Institut verwirklichte Filmprojekt war der 1933 veröffentlichte Film Fiancé No. 13 (al-Khatib Nimrah Talatach), bei dem Bayyumi als Drehbuchautor, Regisseur, Produzent, Kameramann (mit selbst gebauter Ausrüstung) und Darsteller auftrat. Seine Tochter Dawlat Bayyumi spielte ebenfalls eine Rolle.
Fiancé No. 13 wurde allerdings kein kommerzieller Erfolg. Im folgenden Jahr musste das Institut schließen, wahrscheinlich wegen finanzieller Probleme. Bayyumi drehte 1934 als letzten Film die Dokumentation eines Treffens des Upper Egypt Club in Alexandria und beendete dann seine Filmkarriere.
1937 gestattete König Faruq den Reservisten der ägyptischen Armee, die von dem britischen Kommando in den Ruhestand versetzt worden waren, die Rückkehr in den aktiven Dienst. Bayyumi nahm das Angebot an, kehrte der Armee jedoch 1941, enttäuscht von der Korruption unter den eigenen Offizieren, enttäuscht den Rücken. Im Palästinakrieg meldete er sich 1948 ebenso als Freiwilliger wie 1956 während der Sueskrise.
In den Jahrzehnten nach seinem Rückzug aus dem Filmgeschäft unternahm Bayyumi wiederholt Anläufe, um im technischen Bereich oder mit einem Filmstudio wieder Fuß zu fassen. Damit hatte er keinen Erfolg. 1956 besuchte er ein letztes Mal Europa, in Jena den VEB Carl Zeiss Jena und in Frankfurt am Main die Adox-Werke. In den folgenden Jahren widmete Bayyumi sich der Malerei und der Farbfotografie, wobei der sein auf der letzten Reise erworbenes Wissen nutzte, um den ganzen Herstellungsprozess seiner Farbfotografien selbst durchzuführen.
Bayyumi hatte durch die Verstaatlichung der Banken sein ganzes Vermögen verloren. Er starb im Juli 1963 völlig verarmt in einem Krankenhaus in Alexandria. Er hinterließ seine Ehefrau Charlotte, seine Tochter Dawlat und mehrere Enkel. Erst 1987 begann der ägyptische Filmregisseur Mohammad Kamel El-Kalyubi mit Recherchen über Bayyumi. Er veröffentlichte ein Buch, im Jahr 1991 das Dokumentarspiel Chronicle of the Lost Time: Muhammad Bayyumi (Waqa’i‘ al-Zaman al-Dha’i‘: Muhammad Bayyumi) über Leben und Werk Bayyumis, und 1994 eine Dokumentation über seine Filme.

## Filmografie

### Arbeiten Bayyumis (Auswahl)
- 1923: In the Country of Tutankhamun (Fi bilad Tout Ankh Amon, Kamera)
- 1923: The reception of Saad Zaghloul (The Amon Newsreel, Dokumentation)
- 1923: Barsum sucht eine Arbeit (Barsoum Looking for a Job, برسوم يبحث عن وظيفة, Drehbuch und Regie)
- 1924: The Chief Secretary (al-Bashkatib, Regie)
- 1924: The opening of Tutankhamon’s tomb (The Amon Newsreel, Dokumentation)
- 1933: Fiancé No. 13 (Al-khatib nimrah talatach, Produktion, Drehbuch, Regie, Kamera und Darsteller)
- 1934:  The Upper Egypt Club in Alexandria (Dokumentation)

### Filme über Muhammad Bayyumi
- Mohamed Bayoumi. Chronicles of Forgotten Times. Dokumentarspiel von Mohammad Kamel El-Kalyubi, 1991
- Films of the Pioneer Mohamed Bayoumi. Dokumentation von Mohammad Kamel El-Kalyubi, 1994.